# Selección de fútbol sub-20 de Nueva Caledonia
La selección de fútbol sub-20 de Nueva Caledonia es el equipo representativo de esta colectividad territorial francesa  en las competiciones oficiales. Su organización está a cargo de la Federación de Fútbol de Nueva Caledonia, perteneciente a la OFC y la FIFA.
Su mejor participación en el Campeonato Sub-20 de la OFC fue el subcampeonato logrado en 2008, en donde superó a Nueva Zelanda en puntos pero quedó por detrás de Tahití, campeón y único clasificado a la Copa Mundial de 2009.

## Estadísticas

### Copa Mundial Sub-20
| Túnez 1977                  | Sin participación | Sin participación | Sin participación | Sin participación | Sin participación | Sin participación | Sin participación | Sin participación |                 |                 |                 |                 |
| Japón 1979                  | Sin participación | Sin participación | Sin participación | Sin participación | Sin participación | Sin participación | Sin participación | Sin participación |                 |                 |                 |                 |
| Australia 1981              | No se clasificó   | No se clasificó   | No se clasificó   | No se clasificó   | No se clasificó   | No se clasificó   | No se clasificó   | No se clasificó   |                 |                 |                 |                 |
| México 1983                 | Sin participación | Sin participación | Sin participación | Sin participación | Sin participación | Sin participación | Sin participación | Sin participación |                 |                 |                 |                 |
| Unión Soviética 1985        | Sin participación | Sin participación | Sin participación | Sin participación | Sin participación | Sin participación | Sin participación | Sin participación |                 |                 |                 |                 |
| Chile 1987                  | Sin participación | Sin participación | Sin participación | Sin participación | Sin participación | Sin participación | Sin participación | Sin participación |                 |                 |                 |                 |
| Arabia Saudita 1989         | Sin participación | Sin participación | Sin participación | Sin participación | Sin participación | Sin participación | Sin participación | Sin participación |                 |                 |                 |                 |
| Portugal 1991               | Sin participación | Sin participación | Sin participación | Sin participación | Sin participación | Sin participación | Sin participación | Sin participación |                 |                 |                 |                 |
| Australia 1993              | Sin participación | Sin participación | Sin participación | Sin participación | Sin participación | Sin participación | Sin participación | Sin participación |                 |                 |                 |                 |
| Catar 1995                  | Sin participación | Sin participación | Sin participación | Sin participación | Sin participación | Sin participación | Sin participación | Sin participación |                 |                 |                 |                 |
| Malasia 1997                | Sin participación | Sin participación | Sin participación | Sin participación | Sin participación | Sin participación | Sin participación | Sin participación |                 |                 |                 |                 |
| Nigeria 1999                | Sin participación | Sin participación | Sin participación | Sin participación | Sin participación | Sin participación | Sin participación | Sin participación |                 |                 |                 |                 |
| Argentina 2001              | No se clasificó   | No se clasificó   | No se clasificó   | No se clasificó   | No se clasificó   | No se clasificó   | No se clasificó   | No se clasificó   | No se clasificó | No se clasificó | No se clasificó | No se clasificó |
| Emiratos Árabes Unidos 2003 | No se clasificó   | No se clasificó   | No se clasificó   | No se clasificó   | No se clasificó   | No se clasificó   | No se clasificó   | No se clasificó   | No se clasificó | No se clasificó | No se clasificó | No se clasificó |
| Países Bajos 2005           | No se clasificó   | No se clasificó   | No se clasificó   | No se clasificó   | No se clasificó   | No se clasificó   | No se clasificó   | No se clasificó   | No se clasificó | No se clasificó | No se clasificó | No se clasificó |
| Canadá 2007                 | No se clasificó   | No se clasificó   | No se clasificó   | No se clasificó   | No se clasificó   | No se clasificó   | No se clasificó   | No se clasificó   | No se clasificó | No se clasificó | No se clasificó | No se clasificó |
| Egipto 2009                 | No se clasificó   | No se clasificó   | No se clasificó   | No se clasificó   | No se clasificó   | No se clasificó   | No se clasificó   | No se clasificó   | No se clasificó | No se clasificó | No se clasificó | No se clasificó |
| Colombia 2011               | No se clasificó   | No se clasificó   | No se clasificó   | No se clasificó   | No se clasificó   | No se clasificó   | No se clasificó   | No se clasificó   | No se clasificó | No se clasificó | No se clasificó | No se clasificó |
| Turquía 2013                | No se clasificó   | No se clasificó   | No se clasificó   | No se clasificó   | No se clasificó   | No se clasificó   | No se clasificó   | No se clasificó   | No se clasificó | No se clasificó | No se clasificó | No se clasificó |
| Nueva Zelanda 2015          | No se clasificó   | No se clasificó   | No se clasificó   | No se clasificó   | No se clasificó   | No se clasificó   | No se clasificó   | No se clasificó   | No se clasificó | No se clasificó | No se clasificó | No se clasificó |
| Corea del Sur 2017          | No se clasificó   | No se clasificó   | No se clasificó   | No se clasificó   | No se clasificó   | No se clasificó   | No se clasificó   | No se clasificó   | No se clasificó | No se clasificó | No se clasificó | No se clasificó |
| Polonia 2019                | No se clasificó   | No se clasificó   | No se clasificó   | No se clasificó   | No se clasificó   | No se clasificó   | No se clasificó   | No se clasificó   | No se clasificó | No se clasificó | No se clasificó | No se clasificó |
| Argentina 2023              | No se clasificó   | No se clasificó   | No se clasificó   | No se clasificó   | No se clasificó   | No se clasificó   | No se clasificó   | No se clasificó   | No se clasificó | No se clasificó | No se clasificó | No se clasificó |
| Chile 2025                  | Clasificado       | Clasificado       | Clasificado       | Clasificado       | Clasificado       | Clasificado       | Clasificado       | Clasificado       |                 |                 |                 |                 |
| Total                       | 0/23              | -                 | 0                 | 0                 | 0                 | 0                 | 0                 | 0                 |                 |                 |                 |                 |

### Campeonato Sub-20 de la OFC
| Año                     | Fase              | Posición          | PJ                | PG                | PE                | PP                | GF                | GC                |
| ----------------------- | ----------------- | ----------------- | ----------------- | ----------------- | ----------------- | ----------------- | ----------------- | ----------------- |
| Polinesia Francesa 1974 | Fase de grupos    | 4º                | 3                 | 0                 | 1                 | 2                 | 3                 | 11                |
| Australia 1978          | Sin participación | Sin participación | Sin participación | Sin participación | Sin participación | Sin participación | Sin participación | Sin participación |
| Fiyi 1980               | Cuarto lugar      | 4º                | 3                 | 1                 | 0                 | 2                 | 6                 | 11                |
| Papúa Nueva Guinea 1982 | Sin participación | Sin participación | Sin participación | Sin participación | Sin participación | Sin participación | Sin participación | Sin participación |
| Australia 1985          | Sin participación | Sin participación | Sin participación | Sin participación | Sin participación | Sin participación | Sin participación | Sin participación |
| Nueva Zelanda 1986      | Sin participación | Sin participación | Sin participación | Sin participación | Sin participación | Sin participación | Sin participación | Sin participación |
| Fiyi 1988               | Sin participación | Sin participación | Sin participación | Sin participación | Sin participación | Sin participación | Sin participación | Sin participación |
| Fiyi 1990               | Sin participación | Sin participación | Sin participación | Sin participación | Sin participación | Sin participación | Sin participación | Sin participación |
| Polinesia Francesa 1992 | Sin participación | Sin participación | Sin participación | Sin participación | Sin participación | Sin participación | Sin participación | Sin participación |
| Fiyi 1994               | Sin participación | Sin participación | Sin participación | Sin participación | Sin participación | Sin participación | Sin participación | Sin participación |
| Polinesia Francesa 1997 | Sin participación | Sin participación | Sin participación | Sin participación | Sin participación | Sin participación | Sin participación | Sin participación |
| Samoa 1998              | Sin participación | Sin participación | Sin participación | Sin participación | Sin participación | Sin participación | Sin participación | Sin participación |
| Nueva Caledonia 2001    | Primera ronda     | 11º               | 4                 | 0                 | 0                 | 4                 | 4                 | 13                |
| Fiyi 2002               | Primera ronda     | 4º                | 4                 | 2                 | 0                 | 2                 | 12                | 10                |
| Islas Salomón 2005      | Primera ronda     | 6º                | 3                 | 1                 | 0                 | 2                 | 10                | 16                |
| Nueva Zelanda 2007      | Cuarto lugar      | 4º                | 6                 | 3                 | 0                 | 3                 | 11                | 6                 |
| Polinesia Francesa 2008 | Subcampeón        | 2º                | 3                 | 1                 | 2                 | 0                 | 5                 | 2                 |
| Nueva Zelanda 2011      | Primera ronda     | 6º                | 2                 | 0                 | 0                 | 2                 | 1                 | 13                |
| Fiyi 2013               | Cuarto lugar      | 4º                | 4                 | 1                 | 0                 | 3                 | 15                | 13                |
| Fiyi 2014               | Tercer lugar      | 3º                | 5                 | 3                 | 0                 | 2                 | 17                | 5                 |
| Vanuatu 2016            | Semifinales       | -                 | 4                 | 1                 | 1                 | 2                 | 6                 | 5                 |
| Polinesia Francesa 2018 | Tercer lugar      | 3º                | 5                 | 2                 | 1                 | 2                 | 16                | 8                 |
| Polinesia Francesa 2022 | Tercer lugar      | 3º                | 4                 | 3                 | 1                 | 1                 | 9                 | 2                 |
| Samoa 2024              | Subcampeón        | 2º                | 5                 | 3                 | 2                 | 1                 | 7                 | 11                |
| Total                   | 14/24             | -                 | 49                | 18                | 6                 | 26                | 112               | 111               |